# Personaggi de Gli Incredibili

Gli Incredibili (Flash, Violetta, Mr. Incredibile ed Elastigirl) nel primo film.

Di seguito è riportato un elenco di personaggi del film di supereroi animati al computer Disney / Pixar del 2004 Gli Incredibili - Una "normale" famiglia di supereroi e del suo sequel del 2018 Gli Incredibili 2.

## Famiglia Parr

### Bob Parr / Mr. Incredibile
Robert "Bob" Parr (alias Mr. Incredibile) è sposato con Helen Parr, la supereroina conosciuta come Elastigirl, e hanno tre figli insieme: Violetta, Flash e Jack-Jack. 
Un tempo modello per molti supereroi, ora è costretto al ritiro. Qualche tempo dopo il suo matrimonio, Mr. Incredibile è stato citato in giudizio da Oliver Sansweet per aver ostacolato il suo suicidio e ai passeggeri del treno ha impedito di scappare dai binari, cosa che faceva parte degli eventi che hanno portato il governo ad avviare silenziosamente il Programma di protezione dei supereroi. Bob ha trovato difficile il ritiro forzato e lotta con il fatto di non poter più essere un eroe, e così esce ogni mercoledì sera per compiere azioni eroiche in segreto. Si sconvolgerà nello scoprire che il suo "ammiratore numero 1", Buddy, si era ricreato come il supercriminale Sindrome dopo che Mr. Incredibile aveva soffocato il desiderio di Pine di essere il suo aiutante nel tentativo di proteggerlo. Fu solo quando Sindrome minacciò la sua famiglia che Bob si rese conto che sono la sua "più grande avventura". 
Possiede un'immensa forza fisica, invulnerabilità quasi totale e sensi acuti. È anche un abile stratega ed esperto combattente disarmato. La sua tuta rossa da supereroe, disegnata da Edna Mode, sembra avere lo stesso livello di resistenza dello stesso Mr. Incredibile. Nei suoi giorni di gloria, Mr. Incredibile guidava un'auto super-accessoriata, l'Incredimobile, che ricorda quelle guidate da James Bond o Batman. La sagoma di una versione più recente dell'Incredimobile per l'intera famiglia si vede nei titoli di coda del primo film e la nuova auto fa la sua comparsa completa alla fine del secondo film.
È doppiato in originale da Craig T. Nelson, mentre in italiano da Adalberto Maria Merli (primo film) e Fabrizio Pucci (secondo film).

### Helen Parr / Elastigirl
Helen Parr (alias Elastigirl o Mrs. Incredibile) è la moglie di Mr. Incredibile e madre di Violetta, Flash e Jack-Jack. Spesso più autorevole, intraprendente ed emotivamente matura del marito, si prende profondamente cura della famiglia.
Nei suoi primi anni sembrava essere una femminista e non aveva alcun desiderio di "sistemarsi". Dal suo matrimonio con Bob, Helen è diventata una moglie e una madre a tempo pieno e devota, anche se è frustrata dai continui sogni di gloria di suo marito.
Helen può allungare qualsiasi parte del suo corpo ed essere sottile quanto un foglio di carta. Può anche rimodellare il suo corpo in vari modi (nel primo film diventa un paracadute e un gommone, e ha usato le sue braccia come altalene o fionde). Helen è anche una pilota di jet esperta, avendo un caro amico che l'ha portata in giro per il mondo quando era una Super. Il suo spirito acuto e le sue superbe capacità di indagine, così come la sua esperienza come supereroina, la rendono un'eccellente stratega, leader e combattente disarmata. Il suo costume da supereroina rosso, disegnato da Edna Mode, può allungarsi il più possibile e mantenere ancora la sua forma, è praticamente indistruttibile e respira come il cotone egiziano.
È in doppiata in originale da Holly Hunter, mentre in italiano da Laura Morante (primo film) e Giò Giò Rapattoni (secondo film).

### Violetta Parr
Violetta Parr è un'adolescente di 14 anni delle medie, primogenita di Bob e Helen e sorella maggiore di Flash e Jack-Jack.
Bloccata all'incrocio tra ragazza e donna, Violetta vuole disperatamente essere come tutti gli altri, confondersi con le persone normali e non distinguersi. La sua lotta con la sua timidezza e mancanza di fiducia costituisce un'importante storia secondaria nel film; è spronata dall'incoraggiamento di Helen che ha più potere di quanto non si renda conto e che deve solo crederci. Alla fine, Violetta si libera della sua timidezza e finisce per essere sicura di sé quando la sua cotta Tony Rydinger le chiede un appuntamento.
I suoi superpoteri le permettono di diventare immediatamente invisibile e di generare campi di forze sferici per proteggersi e anche per far levitare oggetti estremamente pesanti; gli interni dei campi di forza hanno un effetto antigravitazionale, consentendo a Violetta di levitare all'interno, ma può essere stordita temporaneamente se il campo viene colpito da una forza sufficientemente grande. Durante il primo film, lei e Flash uniscono i loro poteri per creare l'Incredisfera (chiamata nel videogioco), una tattica in cui Violetta genera un campo di forza attorno a sé, e Flash usa il suo potere di velocità per usare la sfera come una palla di cannone o per colpire come un ariete. Il suo costume da supereroina rosso, disegnato da Edna Mode, diventa invisibile quando lo fa Violetta.
È doppiata in originale da Sarah Vowell, mentre in italiano da Alessia Amendola.

### Flash Parr
Dashiell "Flash" Robert Parr è il secondogenito di Bob e Helen e fratello di Violetta e Jack-Jack. 
Sebbene sia forte solo quanto il bambino medio di 10 anni, è dotato di una super velocità e il sito web ufficiale del film elenca la "durata migliorata" tra i poteri di Flash, che è implicita nel film dalla quantità di collisioni accidentali ad alta velocità e incidenti che Flash sopporta senza apparente infortunio. Flash scopre anche nel corso del film che la sua velocità gli consente di correre sull'acqua senza immergersi. La sua tuta rossa da supereroe, disegnata da Edna Mode, è resistente all'attrito dell'aria, all'usura e al calore quando Flash corre a super velocità.
Nel primo film Flash vorrebbe uscire per fare sport, ma sua madre Helen non glielo permette perché pensa che lui metterebbe in mostra la sua super velocità e farà saltare la copertura civile della famiglia. Per sfogare la sua frustrazione, Flash usa il suo potere per fare scherzi al suo insegnante, Bernie Kropp, che minaccia anche la loro copertura.
La natura sconsiderata e impulsiva di Flash e la sua mente unidirezionale lo hanno messo in contrasto con la natura più cupa e sarcastica di Violetta più spesso di quanto vorrebbero i loro genitori, ma quando Flash è in battaglia, si preoccupa profondamente della sua famiglia; era disposto ad attaccare una guardia di Sindrome che stava per uccidere sua sorella.
È doppiato in originale da Spencer Fox (primo film) e Huck Milner (secondo film), mentre in italiano da Furio Pergolani (primo film) e Giulio Bartolomei (secondo film).

### Jack-Jack Parr
John Jackson "Jack-Jack" Parr è il figlio di 2 anni dei Parr, il più giovane dei bambini Parr. 
Inizialmente ritenuto l'unico membro della famiglia senza alcun potere, manifesta una moltitudine di abilità sovrumane alla fine del primo film, la maggior parte delle quali sono tipi di mutaforma. Più poteri si vedono nel cortometraggio L'attacco di Jack-Jack, rendendo i suoi poteri i più versatili della famiglia. Sebbene Edna Mode non sapesse quali poteri avrebbe potuto sviluppare Jack-Jack, ha coperto varie possibilità facendo per lui una tuta ignifuga e antiproiettile. Inizia a manifestare una gamma più ampia di poteri durante il secondo film, ispirando Edna ad aggiornare la sua tuta con sensori che consentono alla sua famiglia di rintracciarlo o frenare i suoi poteri tramite un telecomando. Visto la vasta gamma di poteri che possiede, fanno Jack-Jack potenzialmente il più forte della famiglia. È doppiato da Eli Fucile e Maeve Andrews (primo film), Fucile e Nicholas Bird (secondo film) in originale, mentre in italiano da Francesco Mangiavacchi (primo film) e Ilaria Stagni (secondo film).

## Amici e alleati

### Lucius Best / Siberius
Lucius Best, alias Siberius (o Frozone in lingua originale), è un amico di lunga data della famiglia Parr.
Durante il primo film, si suggerisce che si sia adattato alla vita civile molto più facilmente di Bob, sebbene possieda ancora un nascondiglio contenente il suo costume e tutti i suoi vecchi congegni funzionanti.
Lucius ha sposato una donna a cui si riferisce come Honey, che è consapevole del suo passato da supereroe, ma non sostiene i suoi ideali pubblici. Lucius è il migliore amico di Bob e un caro amico di Helen e dei bambini, che sono gli unici super con cui socializza dopo la messa al bando dei supereroi. Ogni volta che Lucius e Bob escono il mercoledì per fare gli eroi, devono coprire le rispettive mogli affermando di andare a bowling. 
Siberius ritorna in Gli Incredibili 2, aiutando i Parr a fermare il gigantesco veicolo del Minatore e, dopo la battaglia, viene a sapere dell'offerta di Winston Deavor di ripristinare la fiducia del pubblico nei supereroi, portando Helen e Bob con sé per incontrare Deavor insieme. Successivamente viene sopraffatto da altri Super ipnotizzati quando tenta senza successo di proteggere i bambini Parr da loro e viene messo sotto il controllo mentale di Evelyn tramite occhiali ipnotici. Tuttavia, viene liberato da Helen e dai suoi figli e aiuta a sventare il piano di Evelyn.
Simile al supereroe della Marvel Comics e membro degli X-Men, Uomo Ghiaccio, Siberius ha il potere di creare e controllare ghiaccio e neve, poiché può creare lastre di ghiaccio e congelare l'acqua, gli oggetti solidi, eccetera. È limitato dalla quantità di acqua disponibile, in forma liquida o nell'aria. È anche indicato che può usare l'umidità del proprio corpo e che la disidratazione indebolisce di conseguenza le sue capacità. La super tuta di Lucius è progettata per proteggerlo dal freddo, ma deve indossare speciali occhiali rifrangenti non solo per proteggere la sua identità, ma anche per proteggere i suoi occhi dal riverbero della luce solare che rimbalza sui suoi cristalli di ghiaccio. Le suole degli stivali da neve di Siberius possono trasformarsi in pattini da ghiaccio, sci da ghiaccio e un disco concavo che usa come snowboard. Questi mezzi di trasporto, combinati con scivoli di ghiaccio, risultano in viaggi particolarmente veloci.
È doppiato in originale da Samuel L. Jackson, mentre in italiano da Massimo Corvo.

### Edna Mode
Edna Marie "E" Mode è un'eccentrica stilista che disegna i costumi per molti membri della comunità dei supereroi. A tal fine, non solo tiene conto dell'estetica degli abiti, ma anche dei loro usi pratici come le qualità protettive e l'adattamento ai poteri di chi li indossa. È stata ospite al matrimonio di Mr. Incredibile ed Elastigirl. Rick Dicker, che sentiva che Edna era "difficile" con cui lavorare, è stato il primo a indirizzare Elastigirl alla stilista. 
Edna si rifiuta di disegnare super tute con mantelli alla luce del numero di super che hanno sfortunati incidenti perché i loro mantelli sono rimasti impigliati nelle turbine degli aerei di linea, ascensori, missili, ecc. 
Quando Bob fa visita a Edna per farsi rammendare il suo vecchio super costume nel primo film, lei è ispirata a creare nuove tute per l'intera famiglia, incluso Jack-Jack, anche se non ha ancora mostrato alcun potere. Ritorna in Gli Incredibili 2, offrendo di fare da babysitter al bambino per un Bob esausto, e aggiorna la tuta di Jack-Jack con sensori che consentono alla famiglia di rintracciarlo e frenare i suoi poteri appena manifestati tramite telecomando. Il tempo che trascorre a prendersi cura del piccolo è al centro del cortometraggio Auntie Edna.
Edna è stata concepita come un amalgama tra Q, il fornitore di gadget, armi e veicoli di James Bond,  e la costumista vincitrice di Oscar Edith Head. 
È doppiata in originale da Brad Bird, mentre in italiano da Amanda Lear.

### Rick Dicker
Rick Dicker è un agente governativo che un tempo faceva parte della NSA (National Supers Agency) e ora supervisiona il Programma di Protezione dei Supereroi. Era uno degli ospiti presenti al matrimonio di Mr. Incredibile ed Elastigirl. Rick è spesso frustrato dal fatto che Bob si aggrappi ai "giorni di gloria", che di solito finiscono in Rick che deve cancellare i ricordi e riparare i danni causati dalle azioni di Bob. Alla conclusione del primo film, Dicker si congratula con Bob e la sua famiglia dopo aver fermato l'Omnidroide e aver svelato la trama di Sindrome.
Rick Dicker appare anche nel cortometraggio Jack-Jack Attack dove interroga la baby sitter di Jack-Jack, Kari, sugli eventi accaduti mentre faceva da babysitter a Jack-Jack e poi cancella i ricordi di Kari alla fine. 
Rick ritorna in Gli incredibili 2, informando la famiglia Parr che il programma di Super Reintegrazione del suo dipartimento è stato chiuso, costringendo i super di tutto il mondo ad aderire permanentemente alle loro identità segrete. Poi prosegue dicendo alla famiglia che ora sono soli e che non può più aiutarli, nonostante riesce a farli vivere in un motel per due settimane dopo la distruzione della loro casa nel primo film, e li informa che andrà in pensione forzata. Dopo che il compagno di classe e cotta di Violetta, Tony, che aveva recentemente accettato di uscire con Violetta, aveva visto Violetta nella sua super tuta ma senza maschera durante la battaglia con il Minatore, Bob gli chiede di cancellare quel ricordo per proteggere il l'identità segreta di Violetta. Tuttavia, Dicker cancella accidentalmente ogni ricordo di Violetta di Tony, per la quale ha il cuore spezzato.
È doppiato in originale da Bud Luckey (primo film) e Jonathan Banks (secondo film), mentre in italiano da Pietro Biondi (primo film) e Orso Maria Guerrini (secondo film).

### Winston Deavour
Winston Deavor è un ardente fan dei supereroi che guida un'azienda di telecomunicazioni con sua sorella Evelyn. 
Apparso in Gli Incredibili 2, vuole ri-legalizzare i super, le cui attività sono state bandite dal governo, attraverso una campagna di marketing. Winston seleziona Helen Parr per eseguire una trovata pubblicitaria nei panni di Elastigirl al fine di riconquistare il sostegno del pubblico ai super e ospita la famiglia Parr in una lussuosa villa. Sua sorella, tuttavia, lo mette sotto il suo controllo tramite segnali ipnotici trasmessi dagli schermi televisivi, come parte del suo piano per minare permanentemente lo status legale dei super. Intende farlo sabotando un vertice di super e delegati politici ipnotizzati in modo simile che si svolge sulla nave da crociera dei Deavors facendo schiantare la nave contro la città. Quando Winston viene liberata dal suo controllo, aiuta a sventare il piano di Evelyn di far scontrare la sua nave da crociera verso la città risalendo a bordo della nave in fuga e liberando i delegati per garantire la loro sicurezza, mentre i super tentano di riprendere il controllo della nave. In seguito presumibilmente spiega la verità del piano di sua sorella ai delegati e alle autorità per legalizzare di nuovo i supereroi.
È doppiato in originale da Bob Odenkirk, mentre in italiano da Stefano Benassi.

### Gli apprendisti eroi
Sono aspiranti supereroi che vengono convocati da tutto il mondo da Evelyn che inizialmente diceva che voleva portarli in soccorso dei quattro protagonisti, ma infine si scoprirà che lo faceva solo per usarli come cavie per l'Ipnotizzaschermi e successivamente sfruttare questo potere per indurre sia loro che i protagonisti stessi a causare danni alle persone anziché ripararli. Quando vengono liberati dall'ipnosi del congegno usato dalla stessa Evelyn, questi 6 apprendisti prenderanno parte alla battaglia finale contro l'antagonista e grazie anche al loro aiuto la famiglia di supereroi trionferà e farà arrestare Evelyn. Questi apprendisti eroi sono i seguenti:
- Voyd: giovane ragazza dai capelli tinti di azzurro e da tempo una grande ammiratrice di Elastigirl che come potere speciale può creare dei portali per trasportare attraverso di essi sia gli altri che sé stessa su qualsiasi punto lei voglia, è anche l'apprendista eroe che si vede di più e prende più parte alla battaglia finale aiutando Elastigirl e la sua famiglia. È doppiata in originale da Sophia Bush, mentre in italiano da Bebe Vio.
- Krushauer: un formoso ragazzo di origini africane che come potere può comprimere con le sue stesse mani un qualsiasi oggetto di massa media, come grondaie e casse. È doppiato in originale da Phil LaMarr
- Reflux: un uomo basso di statura e piuttosto avanti negli anni che è in grado di sfruttare il suo reflusso gastrico per sputare lava bollente. È doppiato in originale da Paul Eiding, mentre in italiano da Angelo Nicotra
- He-Lectrix: ragazzo che può creare e manipolare a suo piacimento delle scariche elettriche. È doppiato in originale da Phil LaMarr, mentre in italiano da Enrico Pallini
- Brick: una donna molto corpulenta che grazie alla sua forza riesce talvolta a sfondare anche i muri. È doppiata in originale da Deirdre Warin
- Screech: ragazzo di bassa statura che grazie al suo costume ottiene diversi attributi da gufo: come volare e planare, visione notturna e ruotare la testa a 180°. È doppiato in originale da Dee Bradley Baker

## Civili

### Tony Rydinger
Anthony "Tony" Rydinger è un adolescente delle scuole medie, che frequenta la stessa scuola di Violetta Parr. 
Violetta nutre una cotta segreta per lui. Alla fine de Gli Incredibili, con una maggiore sicurezza, Violetta riesce ad attirare l'attenzione di Tony e lui le chiede di uscire, cosa che lei accetta.
Tony ritorna in Gli incredibili 2. Viene rivelato che Tony ha accidentalmente visto Violetta smascherata nella sua super tuta durante la loro battaglia con il Minatore, il che ha portato Rick Dicker a essere costretto a cancellare la memoria di Tony della giornata, inclusa quella di Violetta e del suo appuntamento programmato con lei. Dopo la sconfitta di Evelyn Deavor, Violetta è costretta a ricominciare da zero con Tony, chiedendogli di nuovo di andare al cinema. Tuttavia, è costretta a lasciarlo al cinema (con la promessa di tornare presto) quando una nuova minaccia chiama gli Incredibili ad agire.
È doppiato in originale da Michael Bird, mentre in italiano da Alessio Nissolino.

### Kari McKeen
Kari McKeen è un'amica dei Parr, che Violetta chiama per fare da babysitter a Jack-Jack mentre il resto della famiglia sta volando per salvare Mr. Incredibile nel primo film. Ha frequentato numerosi corsi di babysitter e si sente più che adeguatamente preparata a prendersi cura di Jack-Jack a qualsiasi titolo, e assicura Helen Parr in tal senso. 
Ha una scena nel film e la si sente più tardi nei messaggi vocali della signora Parr, lamentarsi del fatto che stanno accadendo "cose un tantino strane", diventando sempre più terrorizzata e in preda al panico a poco a poco che si sentono i messaggi; a quanto pare apprende tutti i poteri di Jack-Jack poiché ha una difesa per tutti loro dopo un giorno. La sua notte movimentata con il bambino è documentata nel cortometraggio Jack-Jack Attack incluso nell'uscita del DVD, che termina con Rick Dicker che cancella l'incidente dalla sua memoria.
È doppiata in originale da Bret Parker, e in italiano da Teresa Pascarelli.

## Antagonisti

### Buddy Pine / Sindrome
Buddy Pine, alias Sindrome, è l'antagonista principale del primo film. All'inizio appare come un ragazzo prodigio di 15 anni che si definisce l'ammiratore numero 1 di Mr. Incredibile. Desiderando di aiutarlo a combattere il crimine come "IncrediBoy", Buddy usa dei gadget di sua invenzione per compensare la mancanza di superpoteri. Nonostante Bob affermi ripetutamente di non aver bisogno di un aiutante, Buddy interferisce nel tentativo di Bob di arrestare il supercriminale Bomb La Tour. Quest'ultimo attacca una bomba al mantello di Buddy e Bob è costretto a salvarlo, lasciando che Bomb La Tour scappi. Dopo che la bomba distrugge un binario ferroviario sopraelevato, Bob consegna Buddy alla polizia locale, incolpandolo dell'incidente. Sentitosi umiliato e disilluso dal rifiuto di Bob, inizia a nutrire un meschino rancore nei confronti del suo ex idolo e degli altri Super. 
15 anni dopo, Buddy si è ricreato come un genio del male chiamato "Sindrome". Inizia facendo in modo che la sua assistente Mirage attiri una serie di Super nella sua isola sotto la copertura di un'offerta di lavoro in modo che i suoi Omnidroidi possano essere migliorati uccidendoli ciascuno. A ogni scontro in cui un Super distruggeva il suo Omnidroide, con i dati recuperati, Sindrome lo migliorava rendendolo sempre più potente, generando una vera e propria macchina di distruzione. Secondo il suo computer sono più di diciassette i Super che sono stati attirati nell'isola e infine uccisi (compreso Gazerbeam, trovato morto da Bob in una caverna). Dopo aver catturato i Parr, Sindrome rivela il suo piano per scatenare il suo Omnidroide potenziato su Metroville e usare un telecomando per "sconfiggerlo" pubblicamente, in modo che possa ritrarre sé stesso come un eroe, e progetta di vendere al pubblico le sue invenzioni che imitano i superpoteri, rendendo i supereroi irrilevanti. 
Durante la battaglia inscenata con l'Omnidroide, Sindrome perde i sensi quando l'intelligenza artificiale della sua invenzione riconosce lui e il suo telecomando come una minaccia. Sindrome si sveglia giusto in tempo per vedere i Parr e Siberius applauditi dopo aver distrutto insieme il suo Omnidroide. Sindrome si vendica rapendo Jack-Jack con l'intenzione di crescerlo come aiutante, ma fallisce quando il bambino si ribella usando i poteri. Dopo che Helen salva il bambino, Bob scaglia un'automobile contro Sindrome e il suo mantello si impiglia in una turbina del suo velivolo, causando un'esplosione che lo uccide.
Sindrome non ha poteri sovrumani, ma è un inventore incredibilmente intelligente, poiché ha progettato e costruito numerose armi e veicoli ad alta tecnologia che utilizzano principi come la robotica, l'antigravità e l'energia di punto zero, che ha venduto come trafficante agli acquirenti del mercato nero per arricchirsi. Possiede la sua isola, completa di un palazzo, un sofisticato sistema di monorotaia, missili e uno staff di guardie equipaggiato con veicoli esotici del design di Sindrome. Secondo alcune teorie che circolano su Internet, non sarebbe vero che è sprovvisto di poteri, in realtà ne ha uno, che non si intuisce da subito; il suo potere nascosto sarebbe una forma di super-intelligenza, che spiegherebbe le sue capacità geniali che ha fin da ragazzino e tutte le sue invenzioni troppo avanti per la tecnologia dell'epoca. 
Da ragazzino era desideroso, fiducioso e allegro, anche se ingenuo, con grande rispetto e ammirazione per i supereroi, in particolare Mr. Incredibile. Credeva fermamente che tutti sono e possono essere speciali e che si poteva essere un Super anche senza i poteri. Tuttavia, dopo che Mr. Incredibile ha rifiutato la sua offerta di essere il suo aiutante, si è amareggiato, precipitando infine nella megalomania, diventando cinico, crudele, sociopatico, omicida, vendicativo e comicamente sarcastico, con un forte desiderio di gloria. Tuttavia, ha mantenuto alcuni tratti positivi come il carisma e l'intraprendenza e sembra ancora godere dei Super che compiono imprese impressionanti.
Sindrome è ampiamente classificato come il miglior cattivo della Disney-Pixar ed è stato scelto come il 64° più grande cattivo di sempre dalla rivista Wizard.
È doppiato in originale da Jason Lee, e in italiano da Christian Iansante.

### Mirage
Nel primo film, Mirage è l'affascinante, calma e metodica assistente di Sindrome e sua complice nella morte di molti Super. Sebbene non abbia abilità sovrumane, è incredibilmente abile nei campi dell'informatica, della finanza e dello spionaggio, e utilizza metodi di intercettazione, infiltrazione e seduzione per attirare i supereroi nell'isola di Sindrome. Nel suo messaggio su tablet video a Mr. Incredibile afferma con orgoglio di essere inesistente secondo il governo, proprio come il supereroe.
Mirage è amorale al punto che assiste all'omicidio sistematico dei Super da parte di Sindrome, condividendo con lui l'ideologia secondo cui i Super non meritano un trattamento diverso rispetto ai non-Super. Tuttavia si ricrede sul "valore della vita" nel momento in cui Sindrome tenterà di distruggere l'aeroplano in cui si trova Elastigirl nonostante la consapevolezza che assieme a lei fossero presenti due bambini a bordo. Poco dopo Mirage conferma erroneamente la morte dei familiari di Mr. Incredibile a lui e a Sindrome, provocando nel supereroe un attacco di rabbia che lo porta a catturare Sindrome. Mirage spinge Sindrome per salvargli la vita, finendo catturata lei al suo posto. A quel punto Sindrome scommette sulla vita di Mirage, ritenendo il supereroe troppo "debole" di carattere per poter uccidere la donna. Sindrome dimostra di avere ragione, ma una volta libera, Mirage si irrita al punto tale da rimproverare Sindrome sulla sua mancanza di valore nei confronti della vita altrui. A quel punto Sindrome tenta di tranquillizzare la donna baciandola ma Mirage si ritrae con disgusto dichiarandosi licenziata dall'operazione Kronos.
Nelle ore successive Mirage aiuterà Mr. Incredibile e la sua famiglia a liberarsi dalle trappole di Sindrome e fornisce loro i codici per poter tornare sulla terraferma e sconfiggere l'Omnidroide.
Mirage non compare nel secondo film a causa della morte della doppiatrice originale avvenuta nel 2014. Tuttavia appare nella serie a fumetti in cui, anziché essere arrestata, viene premiata da Rick Dicker che la rende primo agente segreto della NSA appena i supereroi tornano a non essere fuorilegge.
È doppiata in originale da Elizabeth Peña, e in italiano da Emanuela Rossi.

### Gilbert Huph
Gilbert Huph è l'antagonista minore del primo film, e il minuscolo e severo supervisore di Bob Parr presso la sua compagnia di assicurazioni Insuricare. La sua priorità principale sono i profitti nonostante le preoccupazioni del personale dell'azienda o dei suoi clienti. È un pignolo per la burocrazia, ma preferisce che i clienti non siano a conoscenza di eventuali "scappatoie" che aiuterebbero a garantire un risarcimento assicurativo. Al contrario manipola le falle burocratiche per trarre il maggior profitto aziendale e azionistico anche quando ciò va a grave discapito della vita personale dei suoi clienti.
Quando il signor Huph si rifiuta di lasciare che Bob fermi una rapina per strada minacciando di licenziarlo se prende provvedimenti, Bob perde la pazienza e lancia Huph attraverso diversi muri dell'ufficio, lasciandolo ricoverato in ospedale e in ortopedia, e provocando il licenziamento di Bob. Una scena cancellata sul sito ufficiale del film mostra che i suoi ricordi dell'incidente sono stati cancellati da Rick Dicker.
È doppiato in originale da Wallace Shawn, mentre in italiano da Daniele Formica.

### Minatore
Il Minatore è un supercriminale simile all'Uomo Talpa (personaggio cattivo della Marvel Comics e nemico dei Fantastici Quattro) che appare alla fine del primo film cavalcando un gigantesco carro armato con la punta di un trapano, dove annuncia la sua "guerra alla pace e alla felicità", portando all'ultima inquadratura dei Parr che indossano le maschere per la battaglia.
Il Minatore è apparso anche come antagonista principale nel videogioco non canonico Gli Incredibili: L'ascesa del Minatore.
Questo confronto è continuato all'inizio del secondo film; dopo aver dichiarato guerra, il Minatore torna sotto terra e fa esplodere le aree di terra che sorreggono la banca di Metroville. Il Minatore usa quindi un tubo per rapinare tutti i risparmi nel caveau della banca, mentre Mr. Incredibile cerca di fermarlo. Il Minatore è in grado di immagazzinare tutti i soldi in una capsula di salvataggio e scappa dal suo carro armato prima che vada fuori controllo. Il serbatoio principale viene quindi disabilitato dai Parr e Siberius. Questa battaglia, che ha causato danni collaterali alla città, porta alla chiusura del Programma di ricollocazione dei supereroi e all'avvertimento da parte del governo di azioni legali contro i Super se causano altri danni.
È doppiato in originale da John Ratzenberger, e in italiano da Ambrogio Colombo.

### Bomb La Tour
Bomb La Tour è un antagonista minore del primo film, responsabile del primo incidente che ha portato le masse a diffidare dei supereroi. Uomo francese alto, elegante e snello, la sua maschera consiste semplicemente in una pittura facciale ispirata a quella dei mimi parigini. La sua abilità principale consiste nell'essere un geniale esperto di esplosivi, grazie a cui riesce a irrompere nelle banche di notte per rapinarle.
Bomb La Tour è l'unico antagonista a non essere catturato o sconfitto in entrambi i film. Tuttavia nella serie a fumetti viene arrestato da Elastigirl e Mirage quando si rende complottista di un attentato a Parigi.
Il nome del personaggio nel film inglese originale è Bomb Voyage (gioco di parole tra la parola "bomba" e l'espressione francese "buon viaggio"). In realtà Brad Bird aveva originariamente proposto altri due nomi diversi per il personaggio, ovvero Bomb Cherrie (gioco di parole tra un tipo di esplosivo chiamato "bomba a ciliegia" e l'espressione francese "mio tesoro") e Bomb Perignon (in riferimento al nome dello champagne Dom Pérignon). Quest'ultima idea venne scartata in quanto l'azienda di champagne non volle per alcun motivo rischiare di venire associata alla criminalità francese nella cultura di massa.
Oltre a comparire nel film "Gli IncredibilI", il personaggio compare anche in Ratatouille, dove viene rivelato essere effettivamente un mimo da strada che lavora davanti alla cattedrale di Notre Dame per poter coprire la sua reale identità segreta.
È doppiato in originale da Dominique Louis e in italiano da Carlo Valli.

### Evelyn Deavor / Ipnotizzaschermi
Evelyn Deavor è l'antagonista principale del secondo film, ed è la sorella di Winston e il capo designer della DevTech. Creando il personaggio misterioso del supercriminale mascherato Ipnotizzaschermi riesce a portare a termine i suoi piani per ipnotizzare e controllare le persone sconosciute. 
Quando lo stesso Ipnotizzaschermi viene apparentemente smascherato da Elastigirl, si scopre essere un confuso autista per la consegna di pizze che era stato ipnotizzato dagli occhiali della sua maschera nel seguire gli ordini di Evelyn. Poi quest'ultima forza un altro paio di occhiali ipnotizzanti su Elastigirl e rivela il suo piano per rovinare il vertice di Winston in modo che i super non riescano a riguadagnare lo status legale. La donna infatti prova rancore verso i super, poiché suo padre in passato, durante una rapina nella loro casa, preferì chiamare i super in soccorso piuttosto che nascondersi. Ma essendo ormai i super diventati illegali, questi non intervenirono, e lui venne scoperto e ucciso. Rovinando la vita della sua famiglia. 
Dopo aver ottenuto il controllo di Mr. Incredibile, Siberius e molti altri super, viene contrastata quando Flash, Violetta e Jack-Jack liberano i loro genitori e Winston espone i piani di Evelyn ai leader mondiali.
Evelyn tenta di fuggire mentre mette la nave in rotta di collisione con la città di Municiberg. Tuttavia, i super fermano la nave appena in tempo ed Evelyn viene catturata da Elastigirl e consegnata alla polizia. Il suo nome è un gioco di parole basato sulla frase "impresa malvagia" ("evil endeavor"). Il nome della sua azienda (Dev) fa inoltre riferimento contemporaneamente al cognome "Deavor" ma anche agli abbreviativi di "Development" (sviluppo e ricerca tecnologica) e "Devil" (diavolo). Ha molti punti in comune con Sindrome, il primo antagonista, quali una mente geniale e la conseguente abilità nella costruzione di apparecchi tecnologicamente avanzati. Entrambi si sono visti rovinare l'infanzia, dando per questo la colpa ai supereroi. Mentre tuttavia Sindrome ha ancora una sua idea distorta di eroismo, Evelyn la rifiuta completamente e mira a fare sparire definitivamente i supereroi dalle scene. Inoltre Evelyn agisce in totale solitudine curando sia la parte scientifica che quella organizzativa dei suoi piani diabolici, al contrario di Sindrome che necessita di un'assistente e di una squadra di scagnozzi.
È doppiata in originale da Catherine Keener, e in italiano da Ambra Angiolini.

### Xerek
Xerek sarebbe dovuto essere l'antagonista principale del primo film, ma è stato poi rimpiazzato da Sindrome che ha riscosso più popolarità. Rispetto a Sindrome, Xerek è caratterizzato da una personalità più fredda e calcolatrice, e da un modo di fare più raffinato e signorile. I suoi misteriosi talenti in ambito scientifico gli hanno permesso di vivere per oltre 200 anni mantenendo al di fuori l'aspetto di un uomo di mezza età, dal viso allungato e con una lunga barba appuntita. Xerek non ha abilità fisiche nel combattimento, per cui arruola altri supercattivi per poter fronteggiare i Super. 
Non comparendo in nessuno dei due film, Xerek costituisce il principale antagonista della serie a fumetti.
Inizialmente ha una relazione con Mirage ma in seguito sviluppa un interesse nei confronti di Elastigirl. Nel momento in cui Elastigirl si sottrae ai ricatti dell'uomo, egli ordina ai suoi mercenari di catturarla. Tuttavia i mercenari vengono corrotti da Mirage che promette loro una paga più alta, motivo per cui le due donne riescono ad arrestare Xerek prima che quest'ultimo possa completare il suo diabolico piano di distruzione di Parigi.
Riuscirà dopo diversi anni a liberarsi e a imperversare nuovamente contro gli Incredibili rendendosi complice prima di Bomb La Tour e poi del Minatore.